# Краснополянский район (Свердловская область)
Краснополянский район — административно-территориальная единица в составе Уральской и Свердловской областей РСФСР, существовавшая в 1929—1958 годах. Административный центр — село Байкалово.
Краснополянский район был образован в 1929 году в составе Ирбитского округа путём объединения Байкаловского, Еланского и части Знаменского районов.
В мае 1934 года Краснополянский район был отнесён к Свердловской области.
25 января 1935 года из Краснополянского района был выделен Еланский район. В составе Краснополянского района остались Байкаловский, Бобровский, Любинский, Ляпуновский, Пелевинский, Серковский, Чувашевский, Чурманский, Харловский и Худышинский сельсоветы.
11 апреля 1936 года Пелевинский с/с был переименован в Захаровский. 23 июня были образованы Замираловский с/с (выделен из Захаровского с/с); Комлевский с/с (выделен из Захаровского и Худышинского с/с); Койновский с/с (выделен из Чурманского с/с); Шаламовский с/с (выделен из Ляпуновского, Худышинского и Байкаловского с/с). Вскоре Худышинский с/с был переименован Липовский.
19 февраля 1940 года Комлевский с/с был переименован в Занинский.
18 июня 1954 года Замираловский с/с был присоединён к Пелевинскому, Койновский — к Чурманскому.
27 августа 1956 года Харловский с/с был передан в Ирбитский район.
14 января 1958 года Краснополянский район был упразднён, а его территория объединена с Еланским районом в Байкаловский район.